# NGC 3277
NGC 3277 is een spiraalvormig sterrenstelsel in het sterrenbeeld Kleine Leeuw. Het hemelobject werd op 11 april 1785 ontdekt door de Duits-Britse astronoom William Herschel.

## Synoniemen
- UGC 5731
- MCG 5-25-22
- ZWG 154.26
- IRAS 10301+2846
- PGC 31166